# Sotenäs (đô thị)

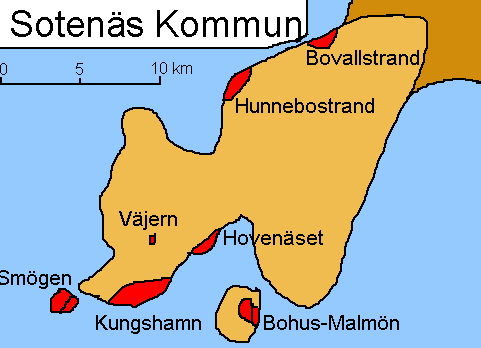
Bản đồ chi tiết

Đô thị Sotenäs (Sotenäs kommun) là một đô thị ở hạt Västra Götaland ở phía tây Thụy Điển. Thủ phủ nằm ở thị xã Kungshamn.
Đô thị hiện nay được lập năm 1974 thông qua việc hợp nhất các đơn vị hành chính trước đó. Tên gọi lất theo Sotenäs Hundred cũ.
Đô thị này bao gồm một thung lũng nằm trải dài trên một cao nguyên với nền đá chủ yếu là đá granit Bohus. Loại đá granit Bohus này đã có vai trò quan trọng trong cuộc sống kinh doanh địa phương từ lâu, từ đánh bắt cá, công nghiệp đá đến du lịch.
Kể từ khi đô thị này được thành lập vào năm 1974 và cho đến năm 2020, dân số đã duy trì ổn định trong khoảng từ 9.006 đến 9.830 người. Tuy nhiên, sau nhiều giai đoạn ủy trị với sự thống trị của giai cấp tư sản, đô thị này đã chuyển sang chế độ cai trị dân chủ xã hội sau cuộc bầu cử năm 2022.

## Các đơn vị trực thuộc
Các đơn vị dân cư với dân số theo Số liệu thống kê Thụy Điển (2002).
- Ulebergshamn 300
- Bohus-Malmön 400
- Väjern 900
- Bovallstrand 1.100
- Smögen 1.400
- Hovenäset 1.500
- Hunnebostrand 2.000
- Kungshamn 3.000 (thủ phủ)